# Hallersteiner Forst-Süd
Hallersteiner Forst-Süd ist ein Waldgebiet und eine Gemarkung im Landkreis Wunsiedel im Fichtelgebirge (Oberfranken, Bayern). Die Gemarkung liegt auf dem Gemeindegebiet von Kirchenlamitz und hat eine Fläche von 4,278 km². Sie ist in 23 Flurstücke aufgeteilt, die eine durchschnittliche Fläche von 185.989,62 m² haben. Benachbarte Gemarkungen sind Weißenstadter Forst-Nord und Reicholdsgrün im Süden, Kirchenlamitz im Osten, Hallerstein im Norden und Sparnecker Forst im Westen.